# 심천한국국제학교

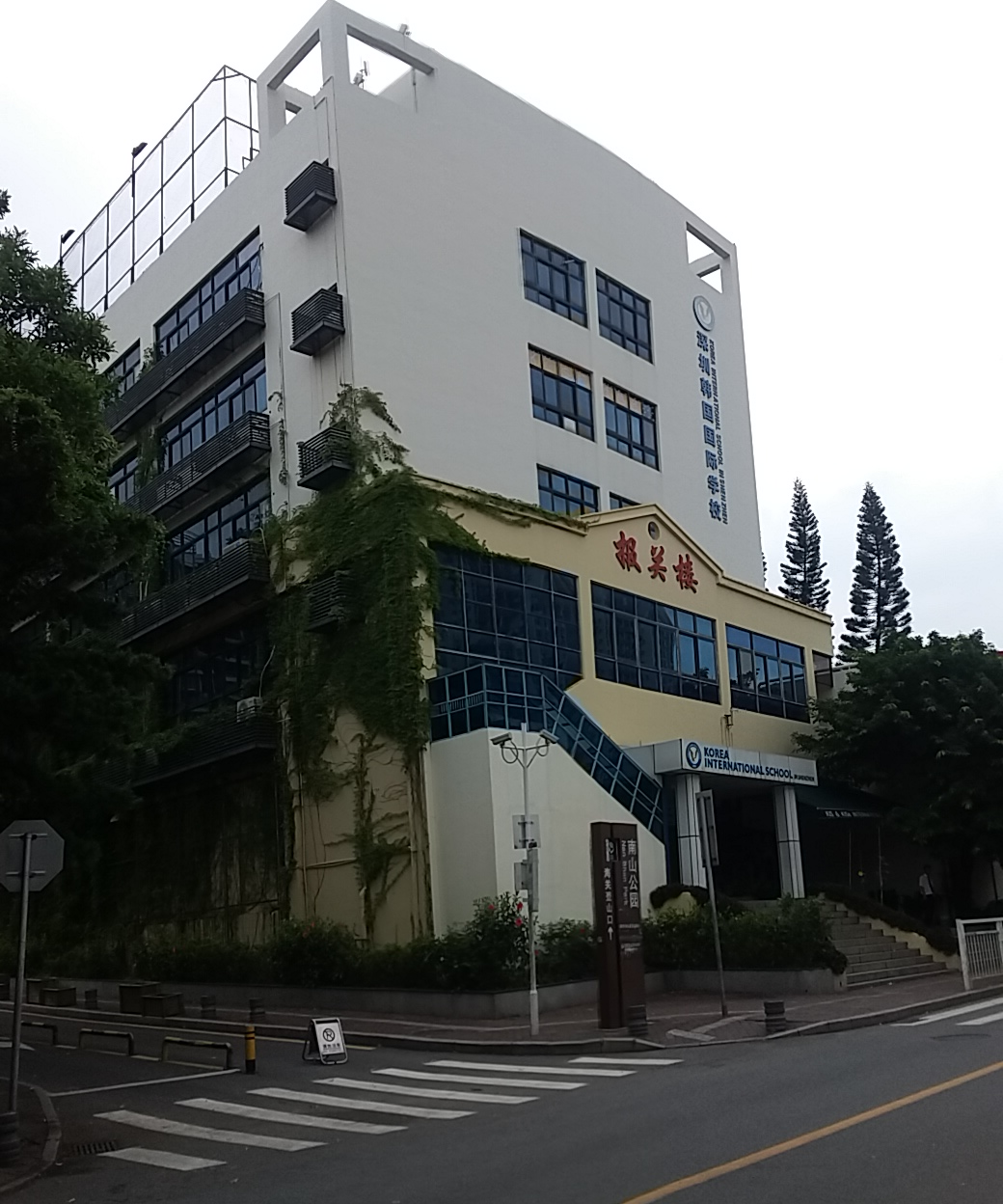
심천한국국제학교

심천한국국제학교(중국어 간체자: 深圳市韩国外籍人员子女学校, 정체자: 深圳韓國國際學校)는 중화인민공화국 광둥성 선전시 서커우에 위치하고 있다. 현재 유치원부터 고등학교까지의 모든 과정을 운영하고 있다. 
100%영어 수업으로 진행되고 있으며, 제2외국어는 중국어, 제3외국어는 한국어와 스페인어 중 선택할 수 있다. 한국어는 교육부 지정 한국어 교과서를 사용한다.학교 수업 및 방과 후 수업은 제2,3외국어 수업을 제외하고 모두 영어로 진행된다.  
주말한글학교도 같이 운영하고 있어 학생들의 한국어 학습, 한국어 예체능도 함께 챙길 수 있어 학부모 만족도가 높다. 
2021년 AP, 2022년 SAT 시험 센터로 지정되었다. 
한국어가 가능한 행정 직원 및 교사진이 있어 한국에서 온 친구들의 학교 적응을 도울 수 있으며, 한국인 AP 코디네이터가있어 학생들의 대학 진학을 돕고 있다. 

## 연혁
- 2005년 9월 1일 : 개교

## 같이 보기
- 재중한인